# درشغفت (زلاغي الشرقي)
درشغفت (بالفارسية: دراشگفت) هي قرية تقع في إيران في قسم زلاغي الشرقي الریفي. يقدر عدد سكانها بـ 26 نسمة بحسب إحصاء 2016.